# Sodoma și Gomora
Sodoma (în ebraică: סְדוֹם, standard: Sədom, tiberiană: Səḏôm, greacă: Σόδομα, din aramaicul s'dom: ars) și Gomora (evreiască: עֲמוֹרָה, standard: ʿAmora, tiberiană: Ġəmôrāh / ʿĂmôrāh, greacă: Γόμορρα) au fost două cetăți la sud de Marea Moartă care, conform Bibliei, au fost distruse din porunca lui Dumnezeu, din cauza fărădelegilor de acolo. În cartea sa, God and Sex: What the Bible really says, Michael Coogan afirmă că păcatul Sodomei nu era homosexualitatea, ci era a fi neospitalieră cu străinii și „maltratarea celor lipsiți de putere”, Sfântul Iuda neafirmând că păcatul Sodomei ar fi fost homosexualitatea.

## Pravila creștin-ortodoxă
Conform Praviliei Bisericești, „sodomia este păcatul pe care îl face bărbat cu bărbat sau bărbat cu femeie când nu vor să aibă copii. El este păcat strigător la cer. Sodomiții și Gomoriții, adică cei ce fac spurcăciuni în gură, împărăția lui Dumnezeu nu o vor vedea (I Cor. 5, 9-10).”
Păcatul sodomiei denumește orice manifestare anormală de natură sexuală. Din punct de vedere spiritual, acest păcat este considerat ca o amenințare gravă a sfințeniei spre care omul a fost creat să tindă. Etimologic, rădăcina cuvântului, sodom, înseamnă a (se) nimici, a (se) prăpădi.

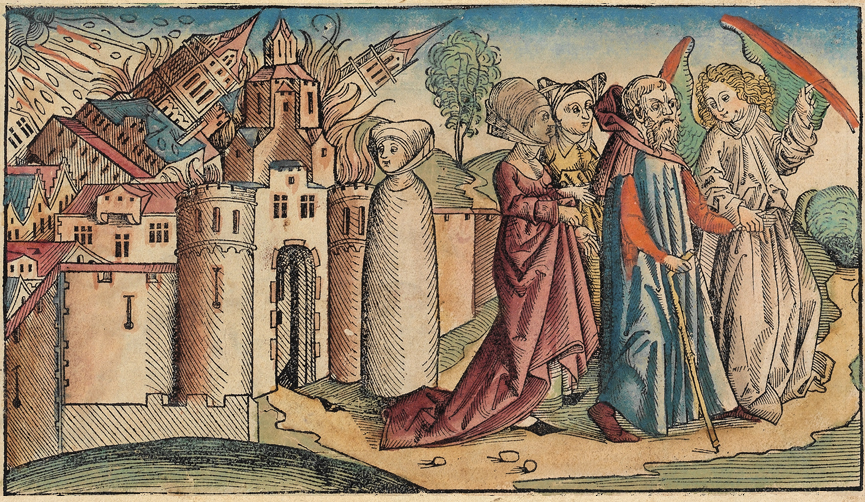
Distrugerea Sodomei, din Cronica din Nuremberg, de Hartmann Schedel, 1493. Soția lui Lot, care a privit în urma ei, a fost prefăcută într-un stâlp de sare, în centru.

## Textul biblic
Sodoma și Gomora făceau parte, se pare, dintr-un grup de cinci cetăți de la sud de Marea Moartă, pe atunci zonă de câmpie. Cele cinci cetăți erau: Sodoma, Gomora, Adma, Țeboim și Bela sau Țoar. Unii dintre regii acestor cetăți - Bera al Sodomei, Birșa a Gomorei, Șinab al Admei, Șemeber al Țeboimului și un rege al cărui nume este necunoscut al Belei sau Țoarului - au pornit la război împotriva lui Kedarlaomer al Elamului și al aliaților / vasalilor săi Amrafel al Senaarului, Arioc al Elasarului și Tidal al Gutimului (Facerea 14:1-2), după 12 ani de vasalitate. Cele două tabere s-au întâlnit în valea Sidim, unde Kedarlaomer a învins și a luat toate bogățiile Sodomei și Gomorei, precum și prizonieri, printre care și Lot, nepotul lui Avram, care după o ceartă între servitorii lor, datorită spațiului redus de pășunat (pe care-l aveau la dispoziție pentru turme), se mutase în Sodoma (Facera 14:10-12).

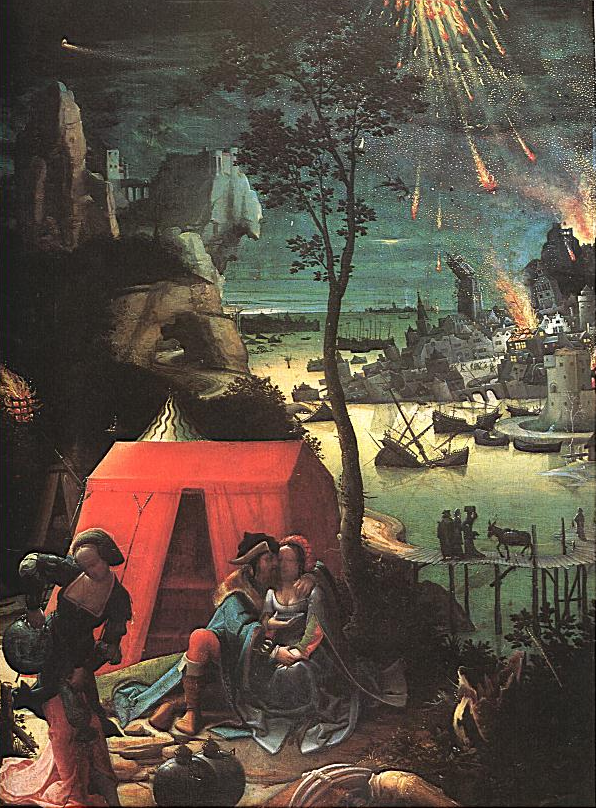
Într-o pictură din secolul al șaisprezecelea de Lucas van Leyden, Lot, îmbătat, își îmbrățișează fiica, în timp ce Sodoma arde în fundal.

Avraam, auzind că Lot a fost făcut prizonier, a luat trei sute optsprezece oameni și l-a urmărit pe Kedarlaomer până l-a prins într-o capcană și l-a alungat până la Hoba, lângă Damasc, recuperându-l pe Lot și toate bogățiile Sodomei, pe care i le-a înapoiat regelui Bera (Facera 14:13-24).
În timp ce Avraam stătea sub stejarul Mamvri, Dumnezeu a venit la el și i-a spus că va distruge Sodoma și Gomora, pentru fărădelegile ce se întâmplau în cele două cetăți. Avraam, amintindu-și că Lot este în Sodoma, s-a târguit cu Dumnezeu că dacă vor fi zece drepți în Sodoma, să nu îi pedepsească și pe ei împreună cu păcătoșii (Facerea 18:20-32). Atunci, Cei doi Îngeri s-au dus la Sodoma în căutare de oameni drepți. Ei au fost primiți în casă de Lot, care le-a dat și de mâncare. Însă sodomiții, auzind că Lot a găzduit niște bărbați străini, au venit la casa lui ca să se împreuneze cu cei doi îngeri, dar aceștia îi orbiră pe toți cei care veniseră la poarta lui Lot. Și au chemat afară pre Lot, și au zis cătră dânsul: „Unde sunt Oamenii, Care au intrat să mâie la tine? Scoate-I ca să-I cunoaștem!” (Facerea 19:5)
Îngerii i-au luat pe Lot și pe soția sa și cele două fiice ale sale și au plecat din Sodoma, care începuse a fi acoperită de o ploaie de pucioasă și foc din cer. Femeia lui Lot, care a privit în urmă împotriva sfatului îngerilor, a fost prefăcută într-un stâlp de sare (Facerea 19:1-26).
După ce au trecut prin Țoar, Lot și fetele lui s-au adăpostit într-o peșteră. Fetele sale, neavând parte de bărbat, l-au îmbătat pe tatăl lor și s-au culcat cu el. Din fiica cea mare s-a născut Moab, tatăl moabiților, iar cea mică a născut pe Ben-Ammi, tatăl ammoniților (Facerea 19:31-38).
Gomora, la fel ca și Sodoma și alte orașe din împrejur au fost distruse de urgia Domnului.

### Exegeză
Din 1955, cercetătorii consideră din ce în ce mai mult marele păcat al Sodomei ca fiind acela de a trata oaspeții cu inospitalitate. O mare parte din dezbaterea în interpretarea modernă a celui mai mare păcat al Sodomei și, în mod conex, dacă povestea se referă la sau condamnă homosexualitatea, se bazează pe interpretarea momentului în care gloata din Sodoma îl confruntă pe Lot în legătură cu oaspeții săi.
Conform Facultății de Teologie Yale, este incriminat violul și nu relațiile homosexuale consensuale. Conform acestor cercetători, în urma schimbărilor de mentalitate care au avut loc în secolul XX, motivele teologiei creștine de a se opune homosexualității au devenit lipsite de sens. Bisericile creștine pot avea în continuare poziții pro sau contra homosexualității, dar deja publicul (majoritatea publicului creștin) nu mai acceptă premizele raționamentelor contra acesteia.

## Dovezi arheologice și explicația catastrofei
Explicând științific cauza ploii de pucioasă și foc din cer, este probabil să fi fost o erupție vulcanică sau o explozie a acumulărilor de gaze naturale și de petrol din pământ, datorită unui foc. O altă cauză ar mai fi fost un cutremur care a dus tot la o explozie sau incendii. Totul ar fi fost ars în câteva minute, nimic nemaiputând fi salvat. O posibilă explozie de asemenea proporții corespunde și descrierilor din Biblie. Dar nimic nu este sigur în privința distrugerii celor două cetăți.
Sodoma poate fi fosta cetate din actualul sit arheologic de la Bad edh-Dhra din Iordania, iar Gomora s-a putut afla pe situl de la Numeira. Ambele cetăți sunt din Epoca Bronzului și sigur se află în sudul Mării Moarte, în actualul stat Iordania.
Săpăturile arheologice întreprinse după anul 2005 de o echipă de cercetători de la „Trinity Southwest University“ din Albuquerque (USA) au descoperit la Tell El-Hammam (la cȃțiva km nord de Marea Moartă) o veche așezare din Epoca Bronzului, considerată a fi biblica Sodoma. Distrugerea ei s-ar fi datorat exploziei în aer a unui asteroid de genul celor din Tunguska în 1908 și Celiabinsk în 2013. Profesorul universitar Eugene Merrill (creștin fundamentalist) a scris că identificarea Tell el-Hammam cu Sodoma ar necesita o restructurare inacceptabilă a datei timpurii pentru cronologia sa biblică. O revistă creștină a descris scepticismul atât din partea savanților cât și a credincioșilor în Biblie.
Un op-ed publicat în Sapiens Anthropology Magazine numit afirmația cercetătorilor de la Trinity „pseudoștiințifică” și a sugerat că ar putea eroda integritatea științifică, a avertizat că poate duce la distrugerea site-ului de către jefuitori. De asemenea, afirmă că puțini arheologi aflați în temă cred că situl reprezintă Sodoma sau Gomora.
În cele din urmă identificarea cu Tell el-Hammam s-a dovedit nefondată și nici măcar n-a fost dovedit că situl ar fi fost lovit de un meteorit.